# Nomaua cauda
Nomaua cauda är en spindelart som beskrevs av Forster 1990. Nomaua cauda ingår i släktet Nomaua och familjen Synotaxidae. Inga underarter finns listade i Catalogue of Life.